# 滨河皮诺
滨河皮诺（西班牙語：Pino del Río）是西班牙卡斯蒂利亚-莱昂帕伦西亚省的一个市镇。 总面积52平方公里，总人口272人（2001年），人口密度5人/平方公里。